# Crystal (hudební skupina)
Crystal byla česká bigbeatová skupina, která vznikla v roce 1962. Založil ji Jaroslav Nevrkla spolu s Petrem Brožkem a Petrem Bezpalcem.

## Členové
- Jaroslav Nevrkla
- Petr Brožek
- Petr Bezpalec
- Jaroslav Jarosil
- Jiří Řádek
- Luboš Drahota
- Milan Vobliza
- Vladimír Brodský
- Pavel Tesařík
- Irena Kubáková (později se provdala za zpěváka Petra Rezka)
- Jiřina Menšlová
- Eva Fatková
- Zora Snížková
- Věra Křesadlová
- Zuzana Popperová
- Zdeněk Říha

## Diskografie
- Keep On Knockin'/Love Potion Number Nine (singl)
- World Without Love/Game Of Love Can't You See She's Mine/She's The One (EP)